# Lijst van bezittingen van Sony Corporation
Dit is een lijst van bezittingen van Sony Corporation.

## Dochterondernemingen en filialen per locatie

### Japan
- Sony EMCS Corporation
- Sony LSI Design Inc.
- Sony Global Solutions Inc.
- Sony Enterprise Co.,Ltd.
- Sony Energy Devices Corporation
- So-net Entertainment Corporation
- Sony Interactive Entertainment
- Sony Supply Chain Solutions Inc.
- Sony Siroisi Semiconductor Inc.
- Sony Financial Holdings Inc.
  - Sony Life Insurance Co., Ltd.
  - Sony Assurance Inc.
  - Sony Bank Inc.
- Sony Semiconductor Kyushu Corporation
- Sony Pictures Entertainment (Japan) Inc.
- Sony PCL Inc.
- Sony Human Capital Corporation
- Sony Finance International, Inc.
- Sony Facility Management Corporation
- Sony Broadcast Media Co., Ltd.
- Sony Broadband Solutions Corp.
- Sony Marketing Co., Ltd.
- Sony Manufacturing Systems Corporation
- Sony Miyagi Corporation
- Sony Music Entertainment (Japan) Inc.
- Sony Computer Science Laboratories, Inc.
- ST Liquid Crystal Display Corporation (50%)
- ST Mobile Display Corporation (80%)
- START Lab Inc. (50,1%)
- FeliCa Networks, Inc. (57%)
- Plazastyle Corporation (Sony Plaza) (49%)
- Olympus Corporation (12%)
- AII Inc. (60,9%)
- Frontage Inc. (60%)
- Field Emission Technologies Inc. (36,5%)
- VAIO Corporation (5%)
- Toei Animation (1,86%)

### Rest van de wereld
- Sony of Canada Ltd.
- Sony Corporation of America
  - Sony Interactive Entertainment
  - Sony USA (voorheen Sony Electronics Inc.)
  - Sony/ATV Music Publishing
  - Sony Music Entertainment Inc.
  - Sony Network Entertainment (PlayStation Network)
  - Sony Mobile Communications Inc.
  - Sony Pictures Entertainment Inc.
  - Sony Latin America Inc. (Florida, VS)
  - Sony Creative Software
- Sony Magnetic Products Inc. of America
- Sony Argentina S.A.
- Sony Comercio e Industia Ltda. (Brazilië)
- Sony Componentes Ltda. (Brazilië)
- Sony da Amazonia Ltda. (Brazilië)
- Sony Chile Ltda. (Chili)
- Sony de Mexico S.A. de C.V.
- Sony de Mexicali, S.A. de C.V. (Mexico)
- Sony Nuevo Laredo,S.A. de C.V. (Mexico)
- Sony de Tijuana Oeste, S.A. de C.V. (Mexico)
- Sony Corporation of Panama, S. A.
- Sony Puerto Rico, Inc.
- Sony Austria GmbH.
- Sony DADC Austria A.G.
- Sony DADC Europe Limited
- Sony DADC, OOO (Borovsk, Rusland)
- Sony Service Centre (Europe) N.V. (Brussel, België)
- Sony Overseas S.A. (Zwitserland)
- Sony Czech, spol. s.r.o.
- Sony Berlin G.m.b.H. (Duitsland)
- Sony Deutschland G.m.b.H. (Keulen, Duitsland)
- Sony Europe GmbH (Duitsland)
- Sony Nordic A/S (Denemarken)
- Sony España S.A. (Spanje)
- Sony France S.A.
- Sony United Kingdom Ltd.
- Sony Global Treasury Service Plc (VK)
- Sony Interactive Entertainment Europe Limited (VK)
- Sony Hungaria kft (Hongarije)
- Sony Italia S.p.A. (Italië)
- Sony Benelux B.V. (Nederland)
- Sony Europa B.V. (Nederland)
- Sony Logistics Europe B.V. (Nederland)
- Sony Poland Sp.z.o.o. (Polen)
- Sony Portugal Ltda. (Portugal)
- Sony Slovakia s r. o. (Slowakije)
- Sony Eurasia Pazarlama A.S. (Turkije)
- Sony (China) Ltd.
- Beijing Suohong Electronics Co., Ltd. (China)
- Shanghai Suoguang Visual Products Co., Ltd. (China)
- Shanghai Suoguang Electronics Co., Ltd. (China)
- Sony Electronics (Wuxi) Co., Ltd. (China)
- Sony Corporation of Hong Kong Ltd.
- Sony International (Hong Kong) Ltd.
- PT. Sony Electronics Indonesia
- Sony India Private Limited
- Sony India Software Services Pvt. Ltd
- Sony Electronics of Korea Corporation
- Sony Korea Corporation
- Sony Electronics (Malaysia) SDN. BHD.
- Sony Technology (Malaysia) SDN. BHD.
- Sony Philippines, Inc.
- Sony Electronics (Singapore) Pte. LTD.
- Sony Magnetic Products (Thailand) Co., Ltd.
- Sony Mobile Electronics (Thailand) Co., Ltd.
- Sony Device Technology (Thailand) Co., Ltd.
- Sony Siam Industries Co., Ltd.
- Sony Australia Limited
- Sony Interactive Entertainment Australia Pty. Ltd
- Sony New Zealand Ltd.
- Sony Middle East and Africa FZE (VAE)
- Sony Vietnam Ltd.
- Sony Mobile Communications AB (Zweden)

## Dochterondernemingen en filialen per bedrijfssegment

### Film en televisie productie en distributie
- Sony Pictures Entertainment
  - Sony Pictures Motion Picture Group
    - Columbia Pictures
      - Ghost Corps

    - TriStar Pictures
      - TriStar Productions

    - Triumph Films
    - Sony Pictures Classics
    - Screen Gems
    - Sony Pictures Imageworks
    - Sony Pictures Animation
    - Sony Pictures Releasing
    - Sony Pictures Worldwide Acquisitions
      - Destination Films
      - Stage 6 Films
      - Affirm Films

    - Sony Pictures Home Entertainment
      - Sony Wonder
      - Universal Sony Pictures Home Entertainment (joint venture met Universal Pictures Home Entertainment)

  - Sony Pictures Television
    - Califon Productions, Inc.
    - Jeopardy Productions, Inc.
    - 2waytraffic
    - Crackle
    - CPT Holdings
    - TriStar Television
    - Tandem Licensing Corporation
    - ELP Communications
    - Adelaide Productions
    - Culver Entertainment
    - Starling Productions
    - Huaso
    - Lean-M Producers Center
    - Teleset
    - Gogglebox Entertainment
    - Floresta
    - Left Bank Pictures
    - Electric Ray
    - Stellify Media
    - Playmaker Media
    - Fable Pictures
    - Embassy Row
    - Funimation
      - Funimation Films
      - Giant Ape Media
      - GameSamba
      - Funimation Now

    - GSN (58% eigendom met AT&T Entertainment Group)
    - Sony Movie Channel
    - GetTV
    - Sony Entertainment Television Asia
      - Sony Entertainment Television India

    - SET Max
    - Sony MIX
    - SET PIX
    - Sony ESPN (joint venture met ESPN Inc.)
    - Sony MAX (joint venture met DStv)
    - Sony SIX
    - SAB TV
    - AXN
    - More Than Movies
    - Movies4Men
    - CSC Media Group
      - Pop
      - Kix
      - Tiny Pop
      - True Channels
        - True Movies 1
        - True Movies 2
        - True Crime
        - True Entertainment
        - True Drama

      - Bliss
      - Chart Show TV
      - Chart Show Dance
      - Flava
      - Scuzz
      - Starz TV
      - The Vault

    - Film1
      - Film1 Premiere
      - Film1 Action
      - Film1 Family
      - Film1 Drama
      - Film1 On Demand

    - Cine Sony Television
    - Lifetime Latin America (joint venture met A+E Networks Latin America, gedistribueerd door HBO Latin America Group)
    - TruTV (VK en Ierland)

  - Sony Pictures Digital
  - Mandalay Entertainment (deelbelang)
  - Phoenix Pictures (deelbelang)
  - Sony Pictures Entertainment Japan Inc.
    - MADHOUSE Inc. (joint venture met Nippon Television, Dentsu, VAP, Hakuhodo DY Media Partners, WOWOW en Sumitomo Mitsui Banking Corporation)
    - Animax Broadcast Japan Inc. (joint venture met Sunrise, Toei Animation, TMS Entertainment en Nihon Ad Systems)
      - Animax
      - Animax Asia
        - Animax (India)
        - Animax (Pakistan)
        - Animax (South Korea) (joint venture met YG Entertainment)

      - Animax Europe
        - Animax (United Kingdom)
        - Animax (Germany)

### Muziekindustrie
- Sony/ATV Music Publishing
- EMI Music Publishing (38% met The Michael Jackson Company LLC)
- Sony Music Entertainment Inc.
  - Columbia/Epic Label Group
  - RCA/Jive Label Group
  - Sony Music India
  - Sony Music Nashville
  - Sony Masterworks
  - Sony Music Latin
  - Legacy Recordings
  - Provident Label Group
  - Columbia Records UK
  - RCA Label Group (UK)
  - Syco Music (50%)
  - RED Distribution
  - Sony Music Entertainment Japan
    - Aniplex
      - A-1 Pictures Inc.
      - Bancho Inc.
      - Aniplex of America Inc.
        - Aniplex+
        - Aniplex Channel

### Computerspellen
- Sony Interactive Entertainment - PlayStation en Gaikai
  - SIE Japan Studio
  - Polyphony Digital
  - Naughty Dog
    - ICE Team

  - SIE Santa Monica Studio
  - SIE San Diego Studio
  - SIE Bend Studio
  - SIE Foster City Studio
  - SIE London Studio
  - XDev
  - Guerrilla Games
  - Media Molecule
  - Sucker Punch Productions
  - SN Systems

### Stichtingen en scholen
- Sony Foundation for Education
- Sony Music Foundation
- Sony USA Foundation Inc.
- Sony Foundation Australia Trustee Ltd.
- Sony of Canada Science Scholarship Foundation Inc.
- Sony Europe Foundation
- Sony Gakuen Shohoku College